# Szczuroskoczek dłutozębny
Szczuroskoczek dłutozębny (Dipodomys microps) – gatunek ssaka podrodziny szczuroskoczków (Dipodomyinae) w obrębie rodziny karłomyszowatych (Heteromyidae). 

## Zasięg występowania
Szczuroskoczek dłutozębny występuje w Stanach Zjednoczonych zamieszkując w zależności od podgatunku:
- D. microps microps – południowo-zachodnie Stany Zjednoczone (drenaż rzeki Owens zachodnia część pustyni Mojave, południowa Kalifornia).
- D. microps alfredi – zachodnie Stany Zjednoczone (wyspa Gunnison, Wielkie Jezioro Słone, Utah).
- D. microps aquilonius – zachodnie Stany Zjednoczone (niższe wzniesienia Great Basin Desert, północno-wschodnia Kalifornia i północno-zachodnia Nevada).
- D. microps bonnevillei – zachodnie Stany Zjednoczone (Great Basin Desert, północno-wschodnia Nevada i północno-zachodnie Utah, zasięg ściśle odpowiada dawnemu zarysowi plejstoceńskiego jeziora Bonneville).
- D. microps celsus – południowo-zachodnie Stany Zjednoczone (prawdopodobnie rozłączne populacje w Virgin River Valley, południowo-zachodnie Utah i przylegająca północno-zachodnia Arizona).
- D. microps centralis – zachodnie Stany Zjednoczone (Great Basin Desert, środkowa i wschodnia Nevada).
- D. microps idahoensis – zachodnie Stany Zjednoczone (Snake River Valley, południowo-zachodnie Idaho).
- D. microps leucotis – południowo-zachodnie Stany Zjednoczone (między Vermilion Cliffs a brzegiem Marble Canyon, rzeka Kolorado, północna Arizona).
- D. microps levipes – południowo-zachodnie Stany Zjednoczone (Panamint Valley, południowa Kalifornia).
- D. microps occidentalis – południowo-zachodnie Stany Zjednoczone (Great Basin Desert, zachodnia i południowa Nevada oraz w nieliczne, ograniczone populacje w zachodniej części pustyni Mojave, południowo-wschodnia Kalifornia).
- D. microps preblei – zachodnie Stany Zjednoczone (Great Basin Desert, południowo-wschodni Oregon i północno-zachodnia Nevada).
- D. microps russeolus – zachodnie Stany Zjednoczone (wyspa Dolphin, Wielkie Jezioro Słone, Utah).
- D. microps subtenuis – zachodnie Stany Zjednoczone (wyspy Badger, Carrington i Stansbury, Wielkie Jezioro Słone, a na południe w głąb lądu do Cedar Valley, północno-środkowe Utah).

## Taksonomia
Gatunek po raz pierwszy naukowo opisał w 1904 roku amerykański zoolog Clinton Hart Merriam nadając mu nazwę Perodipus microps. Holotyp pochodził z Lone Pine, w Owens Valley, w hrabstwie Inyo, w Kalifornii, w Stanach Zjednoczonych. 
Dipodomys microps należy do grupy gatunkowej heermanni. Autorzy Illustrated Checklist of the Mammals of the World rozpoznają trzynaście podgatunków.

### Etymologia
- Dipodomys: gr. δίποδος dipodos „dwunożny”, od δι- di- „podwójnie”, od δις dis „dwa razy”, od δυο duo „dwa”; πους pous, ποδος podos „stopa”; μυς mus, μυός muos „mysz”[19][20].
- microps: gr. μικρος mikros „mały”[21]; ωψ ōps, ωπος ōpos „wygląd, oblicze”[22].
- alfredi: Alfred Marshall Bailey (1894–1978), amerykański ornitolog, pracownik terenowy, kolekcjoner, dyrektor Chicago Academy of Sciences w latach 1927–1936, dyrektor Denver Museum of Natural History w latach 1936–1969[5][20].
- aquilonius: łac. aquilonius „północny, z północy”, od aquilo, aquilonis „północny wiatr, północ”[20].
- bonnevillei: jezioro Bonneville, Stany Zjednoczone[7].
- celsus: łac. celsus „wyniosły, wysoki, dostojny”, od zanikającego cellere „podnieść”[23].
- centralis: łac. centralis, centrale „środkowy, centralny”, od centrum „środkowy punkt, środek”, od gr. κεντρον kentron „ostry punkt”[20].
- idahoensis: Idaho, Stany Zjednoczone[20].
- leucotis: gr. λευκος leukos „biały”; -ωτις -ōtis „-uchy”, od ους ous, ωτος ōtos „ucho”[20].
- levipes: łac. levipes, levipedis „chyży, lekko stąpający”, od levis „zwinny”; pes, pedis „stopa”, od gr. πους pous, ποδος podos „stopa”[20].
- occidentalis: łac. occidentalis „zachodni”, od occidens, occidentis „zachodni”, od occidere „ustawić”[20].
- preblei: Edward Alexander Preble (1871–1957), amerykański przyrodnik i ekolog[24].
- russeolus: późnołac. russeolus „trochę czerwony, czerwonawy”, od łac. russus „czerwony”[20].
- subtenuis: łac. subtenuis „raczej cienki, cieniutki”, od sub „nieco, trochę”; tenuis „cienki”[20].

## Morfologia
Długość ciała (bez ogona) 110–120 mm, długość ogona 135–175 mm, długość ucha 13 mm, długość tylnej stopy 42 mm; masa ciała 40–70 g. 

## Ekologia
Szczuroskoczek dłutozębny występuje głównie na średnich wysokościach, choć zdarzały się stwierdzenia na wysokości do 3200 m n.p.m. w hrabstwie Inyo.
Szczuroskoczek dłutozębn występuje na terenach pustynnych dolin, porośniętych głównie zaroślami tworzonymi przez Atriplex confertifolia. Pojawia się także na terenach porośniętych przez Coleogyne ramosissima. Preferuje tereny pokryte roślinnością krzewiastą i zwykle unika terenów pokrytych wydmami.
Kopie nory w taki sposób, by otwór wejściowy znajdował się przy korzeniach krzewów. Według danych z Kalifornii okres godowy trwa zwykle od lutego do połowy marca. Ciąża trwa 30 do 34 dni. Samica rodzi od 1 do 4 młodych (najczęściej 2). Zwykle występuje jeden miot, jednakże w korzystnych warunkach samica może urodzić drugi miot.
Szczuroskoczki dłutozębne żyją samotnie. Ich areał osobniczy obejmuje od mniej niż 1 ha do około 5 ha. Żywią się głównie liśćmi (z których przy pomocy przystosowanych do tego dolnych siekaczy usuwają epidermę, zawierającą dużo soli) i nasionami Atriplex confertifolia. Są to zwierzęta nocne. Są aktywne przez cały rok.

## Status zagrożenia i ochrona
W Czerwonej księdze gatunków zagrożonych Międzynarodowej Unii Ochrony Przyrody i Jej Zasobów został zaliczony do kategorii LC (najmniejszej troski). Nie ma poważniejszych zagrożeń dla populacji tego gatunku.